# Salpingogaster cornuta
Salpingogaster cornuta är en tvåvingeart som beskrevs av Hull 1944. Salpingogaster cornuta ingår i släktet Salpingogaster och familjen blomflugor.
Artens utbredningsområde är Venezuela. Inga underarter finns listade i Catalogue of Life.